# Сафронова, Екатерина Сергеевна
Екатерина Сергеевна Сафронова — советский и российский буддолог. Доктор исторических наук (1999), профессор. Одна из авторов «Атеистического словаря» и словаря «Буддизм». 

## Биография
В 1982 году в Институте этнографии имени Н. Н. Миклухо-Маклая АН СССР защитила диссертацию на соискание учёной степени кандидата исторических наук по теме «Синто и буддизм в средневековой Японии» (специальностью 07.00.07 — этнография).
В 1999 году в Российской академии государственной службы при Президенте Российской Федерации защитила диссертацию на соискание учёной степени доктора исторических наук по теме «Буддизм в странах Запада и в России: Историко-культурологический анализ» (специальность 09.00.06 — философия религии).
Профессор кафедры государственно-конфессиональных отношений Российской академии государственной службы при Президенте Российской Федерации.

## Научные труды

### Монографии
- Сафронова Е. С. "Западная колесница": буддийские организации, движения и группы на Западе. — М.: Депонирована ИНИОН РАН, 1998. — 250 с.
- Сафронова Е. С. Буддизм в России. — М.: РАГС, 1998. — 172 с.

### Статьи
- Сафронова Е. С. Коаны: генезис и место в традиционной системе дзэн (чань)-буддизма // Тезисы конференции аспирантов и молодых научных сотрудников. История. Часть II. — М.: Институт востоковедения АН СССР, 1978.
- Сафронова Е. С. Синто-буддийский синкретизм в Японии VIII—XIV вв. // Вопросы научного атеизма. Вып. 16 / Редкол. А. Ф. Окулов (отв. ред.); Акад. обществ. наук ЦК КПСС. Ин-т научного атеизма. — М.: Мысль, 1974. — С. 223–238. — 358 с. — 18 300 экз.
- Сафронова Е. С. Дзэнский смех как отражение архаического земледельческого праздника // Символика культов и ритуалов народов зарубежной Азии. — М.: Главная редакция восточной литературы издательства «Наука», 1980. — С. 68—78. — 208 с.
- Сафронова E. С. Некоторые аспекты «шаманского комплекса» в дзэн-чань-буддизме // X научная конференция «Общество и государство в Китае». Тезисы и доклады. Ч.2. — М., 1981.
- Сафронова Е. С. Об архаических элементах дзэн (чань) буддизма: (на материале коанов) //  Тринадцатая научная конференция "Общество и государство в Китае". — М.: Институт востоковедения АН СССР, 1982. — Ч. 2. — С. 79-86.
- Сафронова Е. С. Основные направления распространения дзэн-буддизма в странах Запада // Вопросы научного атеизма: Мистицизм: проблемы анализа и критики  / Под ред. В. И. Гараджа. — М.: Мысль, 1989. — № 38. — С. 147—166.
- Сафронова Е. С. Буддизм и государство в странах буддийского мира // Мировой опыт государственно-церковных отношений: Учебное пособие / под общ. ред. д-ра филос. наук, проф. Н. А. Трофимчука. — М.: Изд-во РАГС, 1998. — 305 с.
- Сафронова Е. С. Буддизм в России: особенности распространения, современное состояние // Государство, религия, Церковь в России и за рубежом. — 1996. — № 7. — С. 32–37.
- Сафронова Е. С. Современный буддизм в России на нетрадиционных территориях распространения // Государство, религия, Церковь в России и за рубежом. — 2006. — № 1/2. — С. 160–172.
- Сафронова Е. С. Современный буддизм в России как часть буддийской цивилизации // Государство, религия, Церковь в России и за рубежом. — 2009. — Т. 27. — № 1. — С. 73-84
- Сафронова Е. С. К вопросу об истоках государственности и распространении буддизма у тувинцев  // Государство, религия, Церковь в России и за рубежом. — 2009. — Т. 27. — № 3. — С. 223-229.
- Сафронова Е. С. Буддизм в России (российские буддологи о буддизме в России // Государство, религия, Церковь в России и за рубежом. — 2010. — Т. 28. — № 1. — С. 140-165.
- Сафронова Е. С. Евпазийский синтез культур и буддизм в России // Государство, религия, Церковь в России и за рубежом. — 2011. — Т. 29. — № 3-4. — С. 167-179.